# Злоторя (гмина Хорощ)
Злото́ря (пол. Złotoria) — деревня в Белостокском повете Подляского воеводства Польши. Входит в состав гмины Хорощ. Находится примерно в 15 км к западу от города Белостока. Располагается на левом берегу реки Нарев напротив устья Супрасля, южнее деревни проходит европейский маршрут E67. По данным переписи 2011 года, в деревне проживал 881 человек. Есть деревянный католический костёл святого Иосифа (начало XX века) и памятник жертвам польско-большевистской войны.